# Ghetto Boys
I Ghetto Boys ("i ragazzi del ghetto") sono una banda di strada che opera nei quartieri londinesi di New Cross e Deptford.
I componenti sono in gran parte di origine afrocaraibica e molti di essi sono insediati nel London Borough of Lewisham. Molti degli elementi del gruppo sono minorenni, alcuni addirittura poco più che bambini.
Gli affiliati al gruppo si identificano con il colore blu, di solito rappresentato da bandane blu, indossate al collo o al polso. Il colore blu deriva dal sobborgo di Lewisham, che è anche conosciuto come Blue Borough.

## Storia
La banda fu formata negli anni settanta nel quartiere di Milton Court e fin dai primi anni fu forte la rivalità con l'acerrima banda rivale dei Peckham Boys. Sono considerati una delle gang più vecchie e durature di tutta Londra. Come tutte le gang di strada britanniche, gli affiliati sono noti per i nickname che vengono loro affibbiati dai membri più anziani al momento dell'iniziazione; soprannomi come Smiler, Kraver, Damage, Stormah, Starter, Major, Temper, Ammo, Braver, Rampage, Smiley e Flex. Gli affiliati giovani vengono etichettati con Young Ghetto Boys (YGB), o Younger Younger Ghetto Boys (YYGB). I soprannomi vengono quindi preceduti dal "grado" di affiliazione, come ad esempio in Younger Smiley (Y.Smiley), Younger Flex (Y.Flex), e così via.
Nel 1993 fu portato avanti un piano di riqualificazione delle aree dei quartieri di Milton Court e Pepys e alcuni isolati popolari furono demoliti per far posto a nuove abitazioni. Molte delle famiglie si stabilirono quindi in nuove aree, in particolare a Catford e a Lewisham. Questi spostamenti diedero vita a quella che è conosciuta come la seconda generazione dei Ghetto Boys, rinfoltiti in questo periodo in particolare dai ragazzi che frequentavano gli istituti scolastici della zona tra cui Deptford Green, Samuel Pepys (poi conosciuto come Hatcham Wood), Crofton School, St Josephs Academy e Malory. In questo periodo, oltre alle classificazioni per anzianità, i membri furono categorizzati anche per zona di appartenenza, il che portò alla formazione di sottogruppi tra cui i New Cross Ghetto Boys, i Deptford Ghetto Boys e i Lewisham Ghetto Boys.

### Faida con i Peckham Boys
Si ritiene che la faida con il gruppo rivale dei Peckham Boys abbia avuto inizio tra gli anni ottanta e gli anni novanta. Il conflitto nel 2006 ebbe molto risalto sui media londinesi. La disputa culminò in una persona uccisa e due feriti da accoltellamento. Alcuni membri della banda risultarono armati con mitragliette automatiche Mac-10
Secondo Scotland Yard, dopo il terrorismo, le bande di strada giovanili sono la prima minaccia alla sicurezza a Londra. In un periodo di tempo preso in esame nell'anno 2007, in 8 mesi vi furono ben 1.273 ragazzi sotto i vent'anni feriti a colpi di pistola o per accoltellamento nella sola Londra.